# Wappenstein

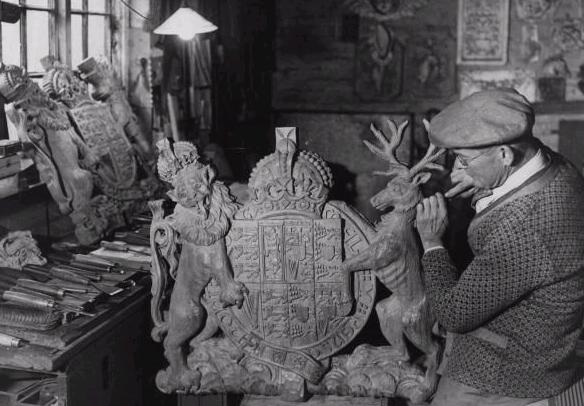
Vor 1953: Steinmetz bei der Arbeit an einem Wappenstein (Wappen von Queen Mary, Gemahlin von George V.)

Der Oberbegriff Wappenstein (englisch coat of arms stone, crest stone oder armorial stone) bezeichnet in einem weiten Sinn einen Stein mit einem oder mehreren Wappen (beziehungsweise einen Stein, der mit einer wappenartigen/heraldischen Zier versehen ist).

## Arten
Zur Gruppe der Wappensteine zählen alle Formen von Steinen, die wie auch immer mit Wappen versehen sind, zum Beispiel Mauersteine (besonders die Schlusssteine von Mauerbögen), Grabsteine (besonders bei Epitaphen und Grabplatten aller Art), Grenzsteine, Findlinge, Schmucksteine, Pflastersteine et cetera. Der jeweilige Stein erhält den Wappendekor durch unterschiedliche Verfahren, beispielsweise dadurch, dass ein Wappen aus dem Stein „gehauen“ ist (teils erhaben, teils tief eingeschnitten) oder durch Bemalung, Schliff, Gravur, Druck oder eine vergleichbare Bearbeitung.

## Mauersteine oder ähnliches mit Wappen

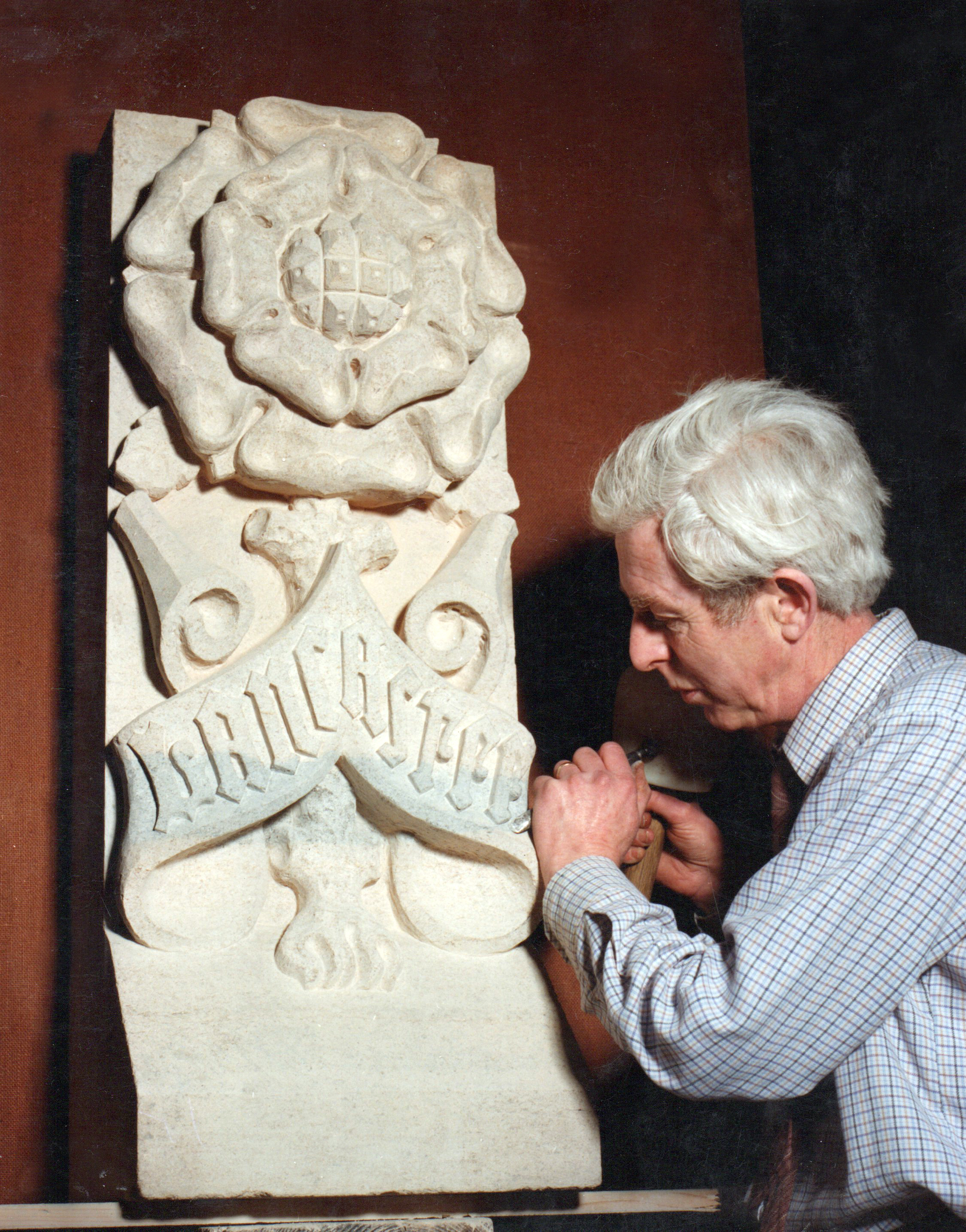
Denis Alva Parsons arbeitet an einem heraldischen Ersatzstein mit Lancaster Rose für den Palast von Westminster.

Wappensteine finden sich auf Bauwerken (in Kirchen, Kathedralen, Kreuzgängen, Burgen, Schlössern, Privathäusern, an Säulen, Erkern, Decken, Hauseingängen, Toreinfahrten et cetera). Insbesondere kommen sie auf Mauerwerken in verschönender, repräsentativer oder symbolischer Funktion vor, gewöhnlich formal deutlich vom Rest eines Bauwerkes durch Farbe, Erhebung, Einfassung oder Ähnliches abgrenzt. Zuweilen wird dem Wappenstein eine Legende beigegeben, zum Beispiel eine Jahreszahl oder eine Inschrift mit dem Namen des Wappenführenden.

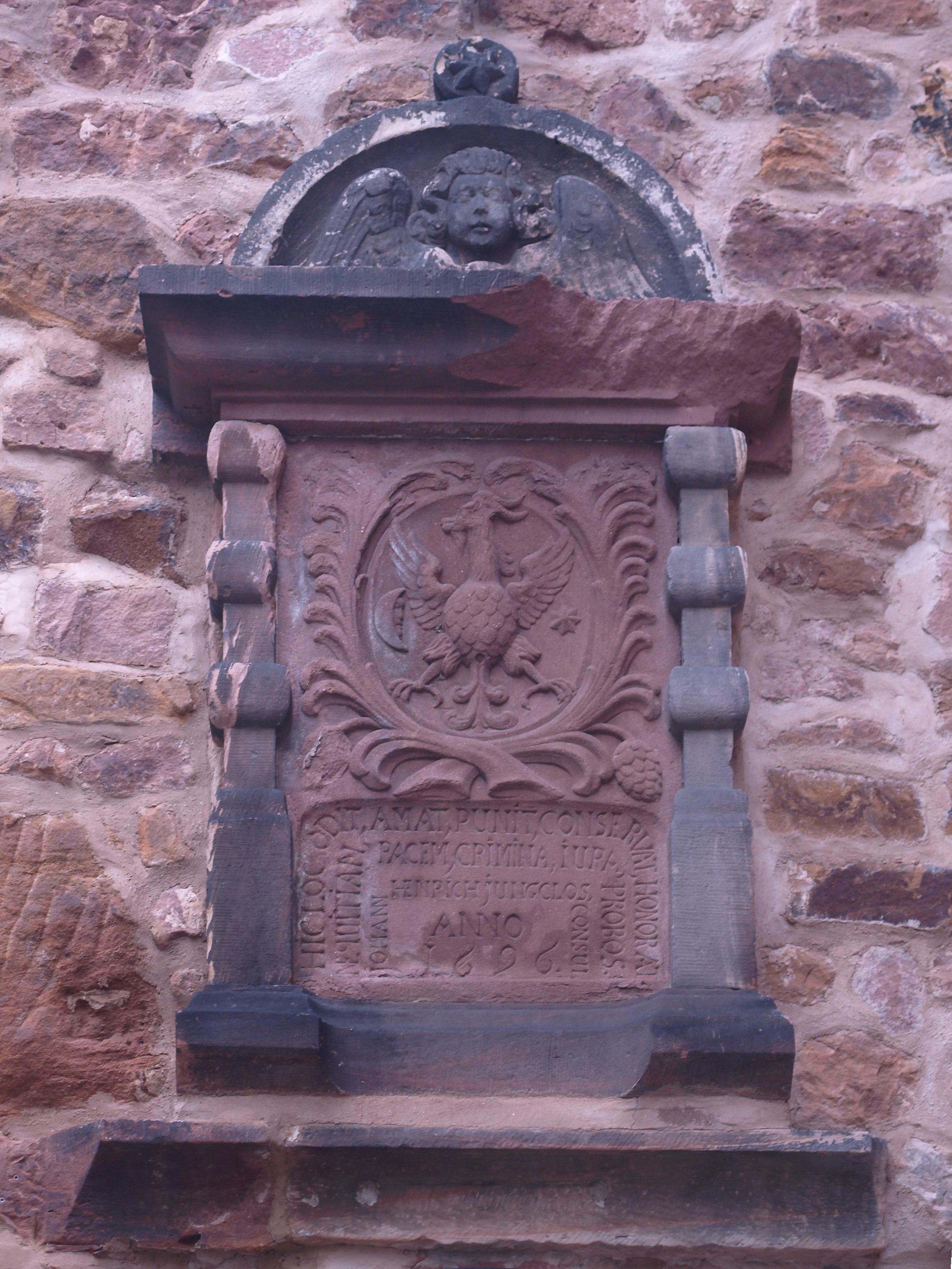
1696: Wappenstein mit Ziegenadler, am Rathaus in Treysa
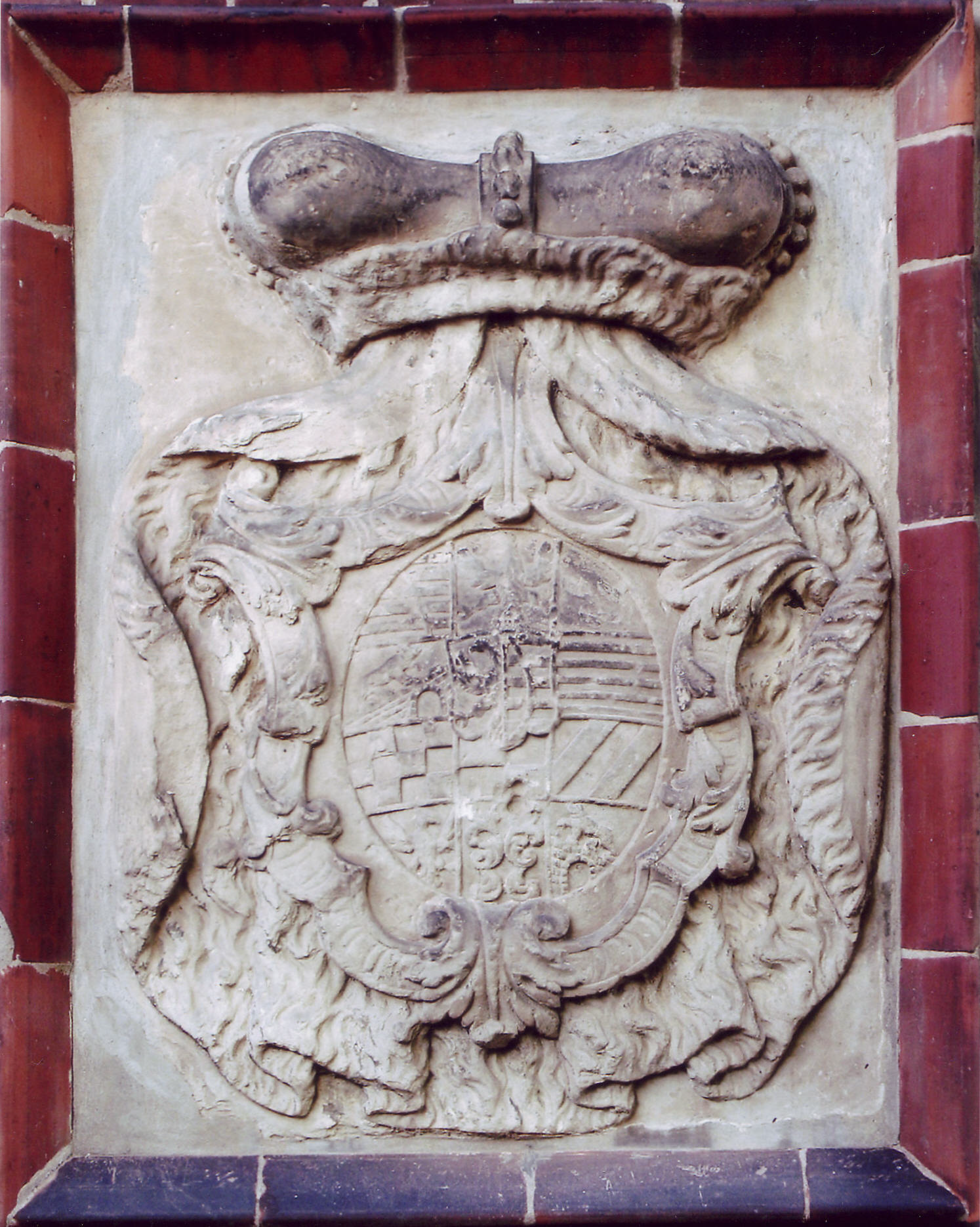
Wappenstein von Gernrode (Denkmal)
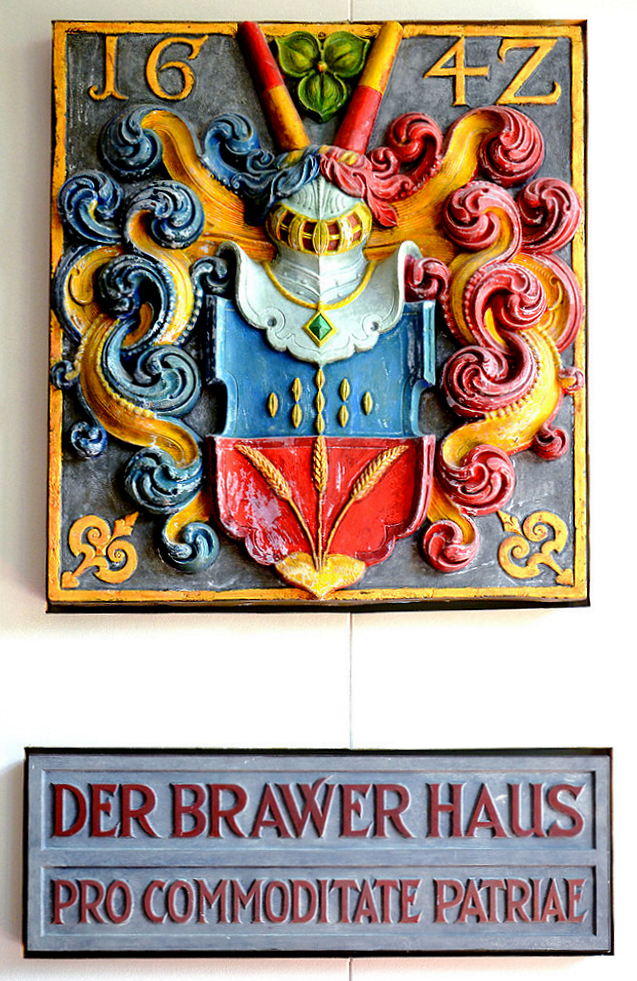
1652: Wappenstein der Brauergilde Hannover

## Epitaph oder Ähnliches mit Wappen
Ein Epitaph (Grabplatte/Grabstein), das mit einem Wappen oder einer Ahnenprobe in Form von Wappendarstellungen geschmückt ist, wird gemeinhin als „Wappenstein“ aufgefasst.

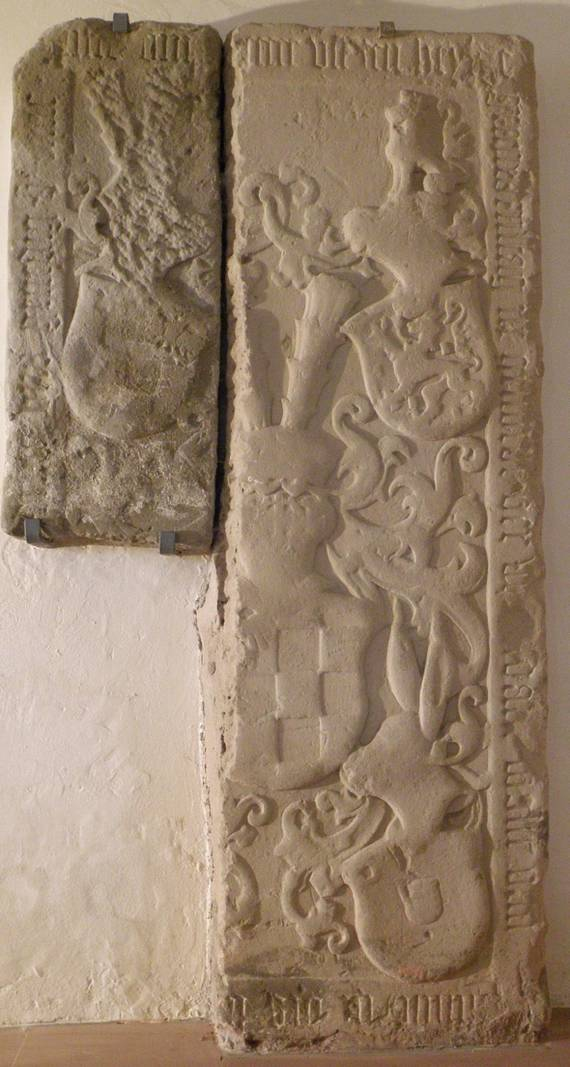
1500: Wappenstein (Epitaph) des Adam Wolf von Sponheim
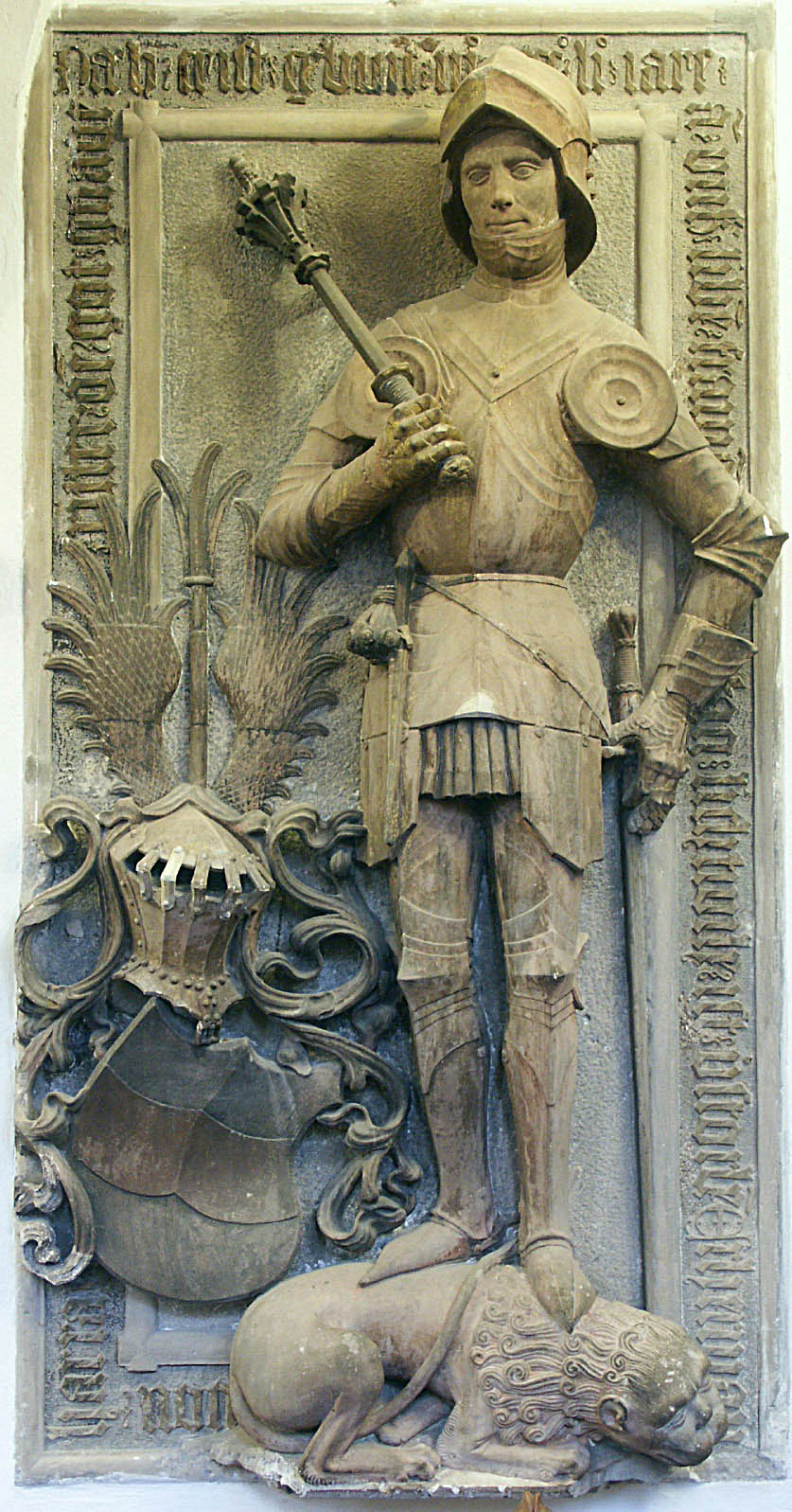
Wappenstein (Epitaph) des Hermann von Harras
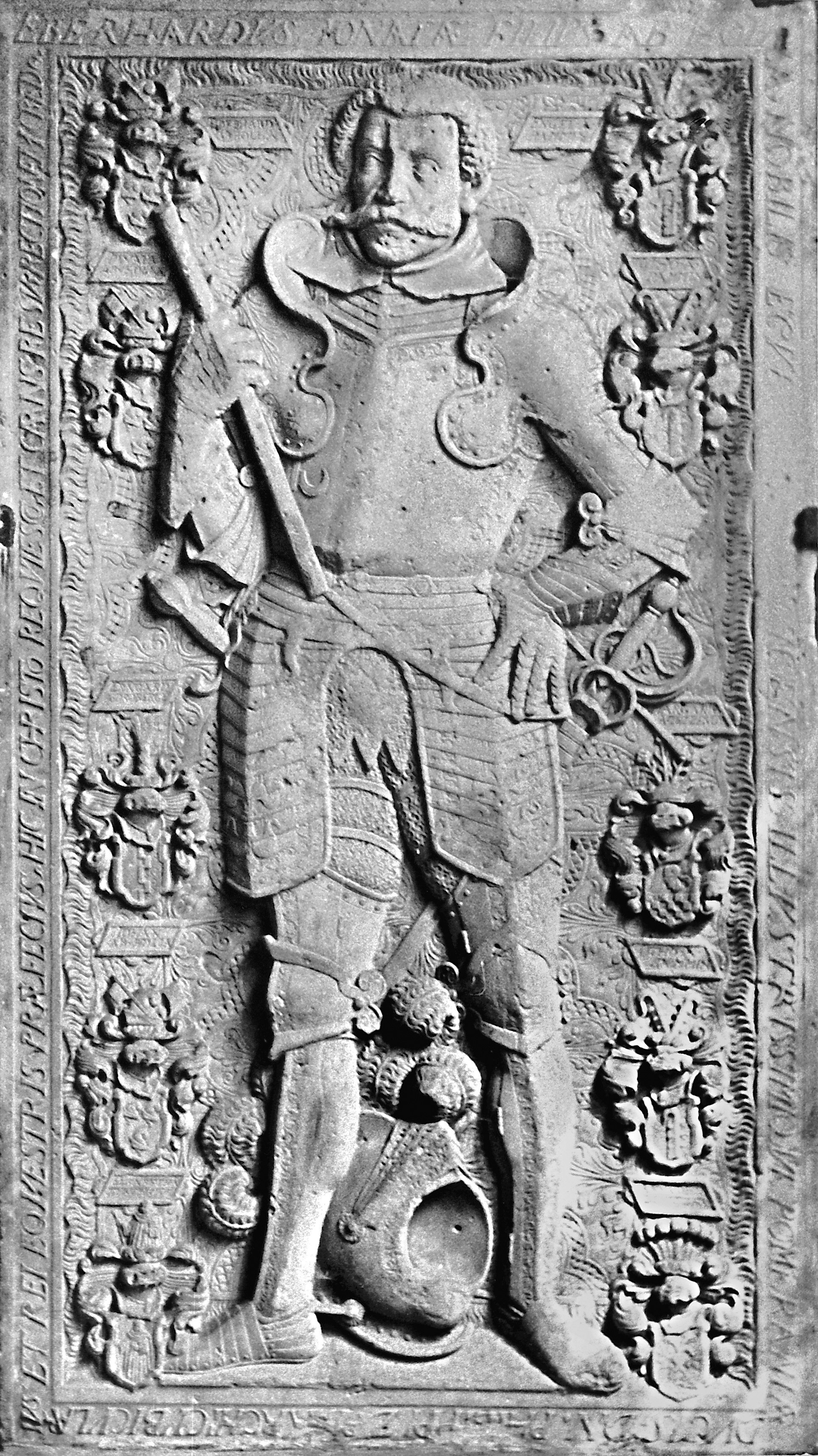
Wappenstein in der Pfarrkirche St. Johannis, Werben
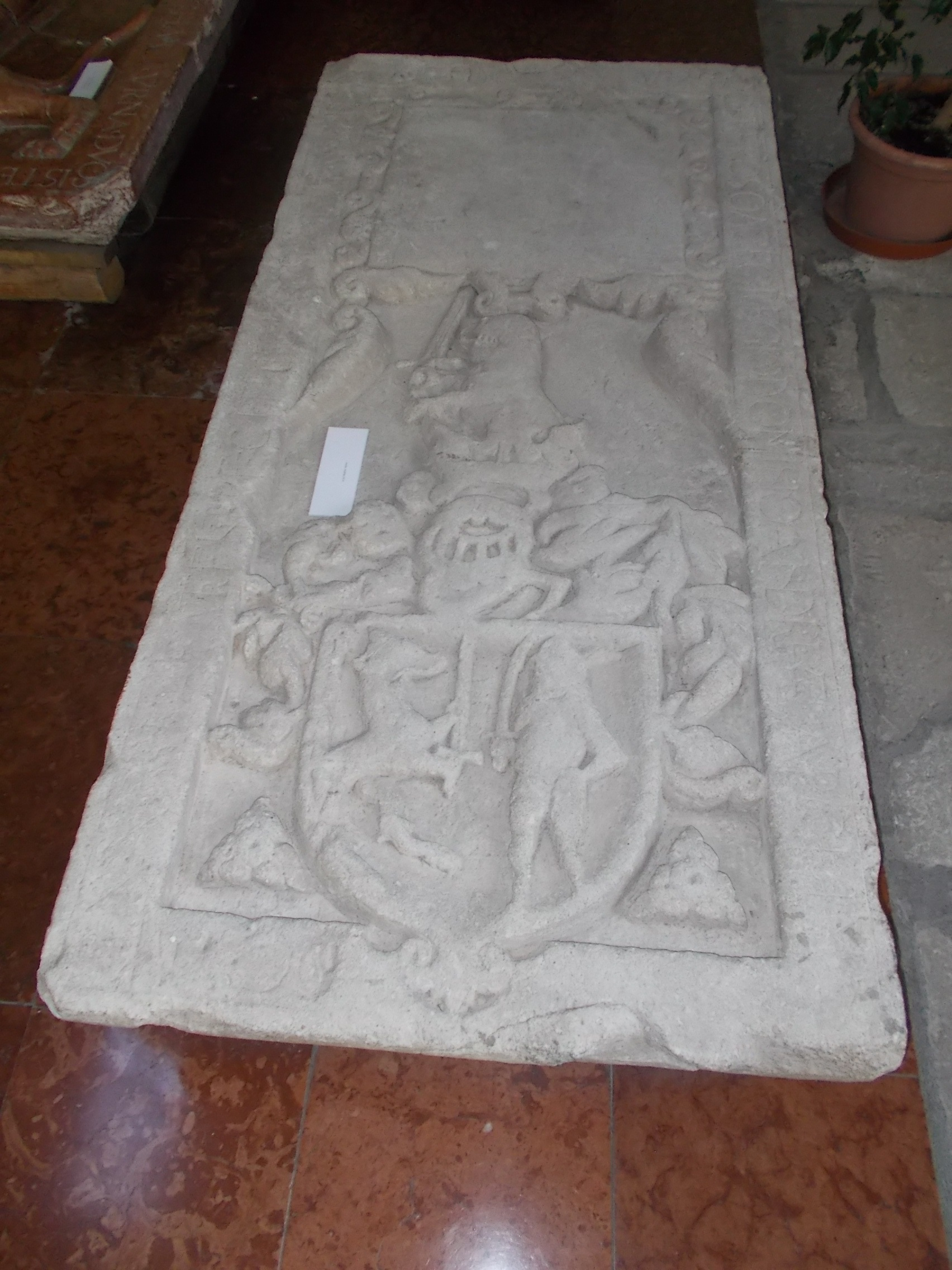
Wappenstein des ungarischsprachigen Kulturraums

## Findling, Stele oder Ähnliches mit Wappen
Zu den Wappensteinen zählen auch Findlinge, Stelen oder Ähnliches, die zum Beispiel mit einem Kommunalwappen verziert sind. Diese sind häufig an ein- und ausfallenden Straßen oder im Zentrum aufgestellt, wo sie den Beginn oder das Ende einer Ortschaft beziehungsweise die Ortsmitte kennzeichnen, kommen aber auch an anderen Plätzen vor.

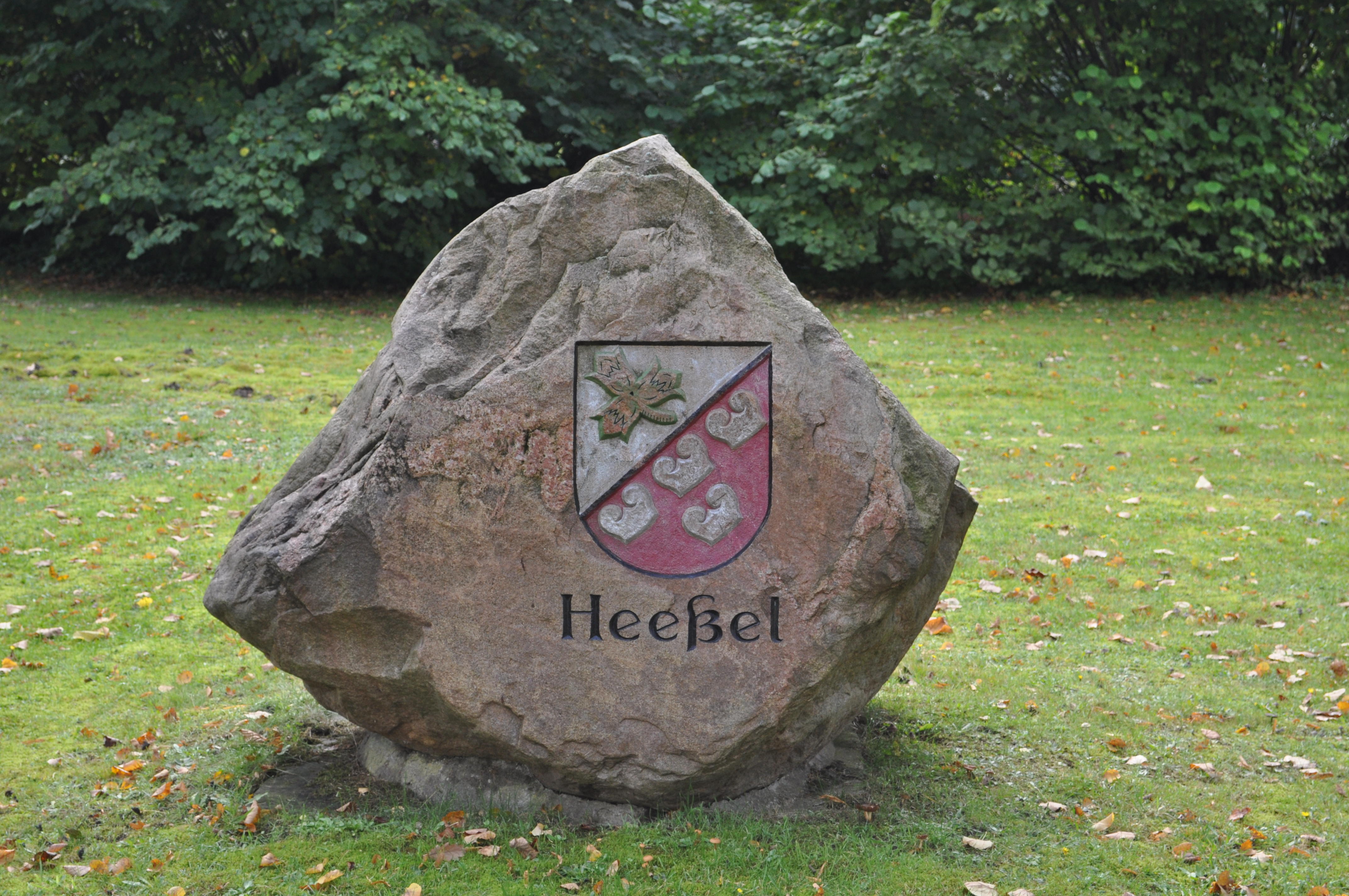
Wappenstein mit dem Wappen von Heeßel
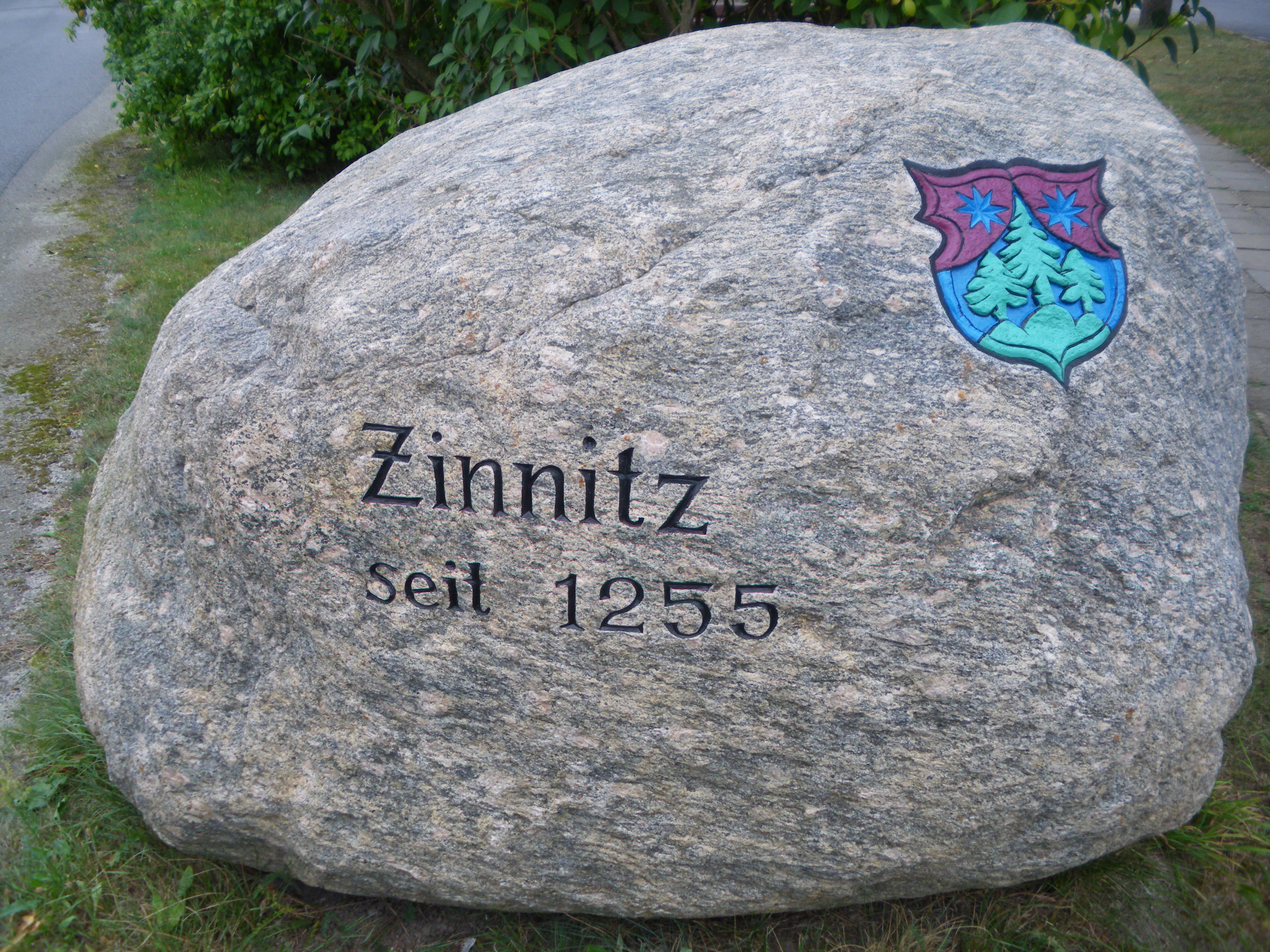
Wappenstein von Zinnitz
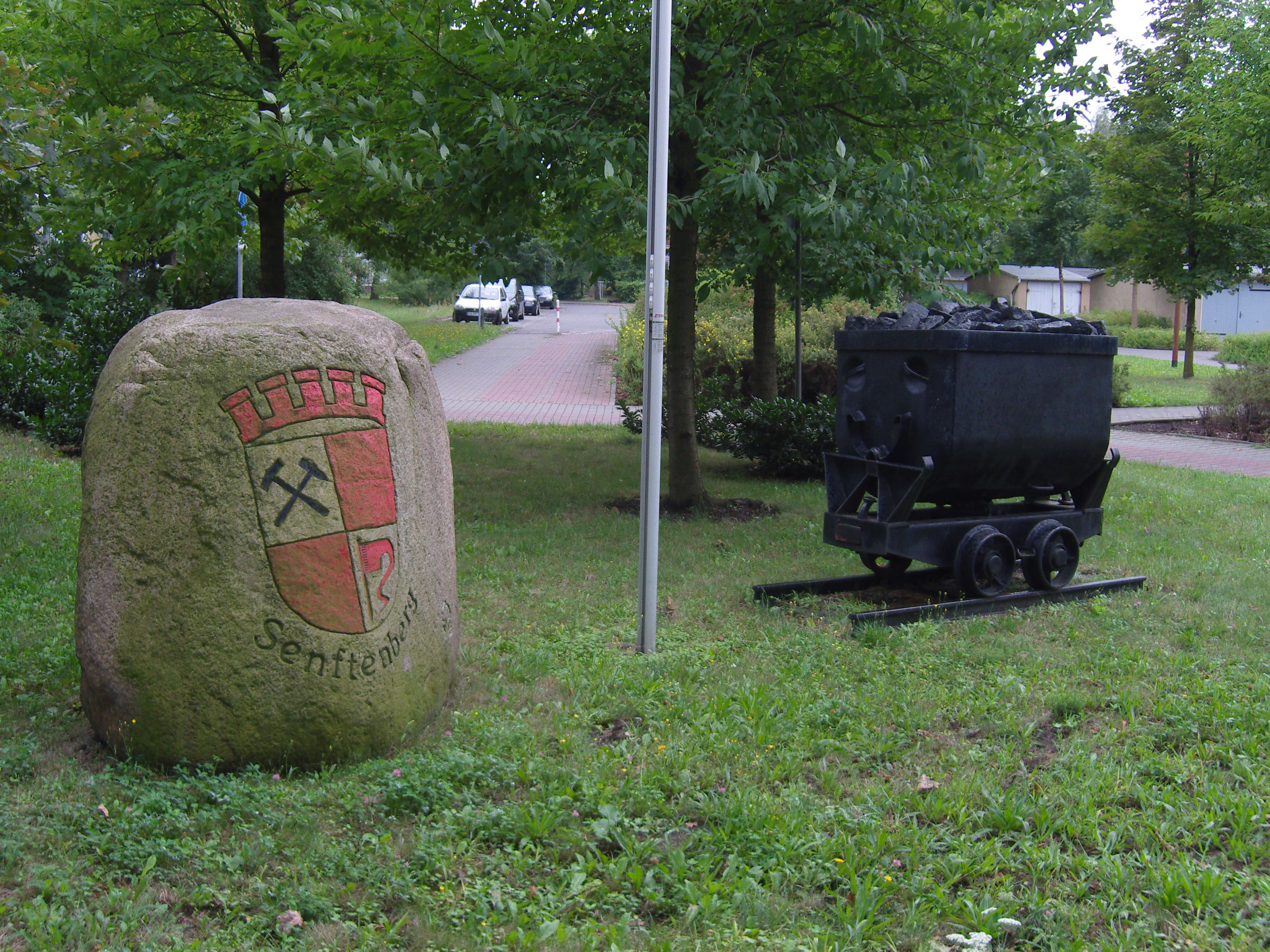
Wappenstein von Senftenberg
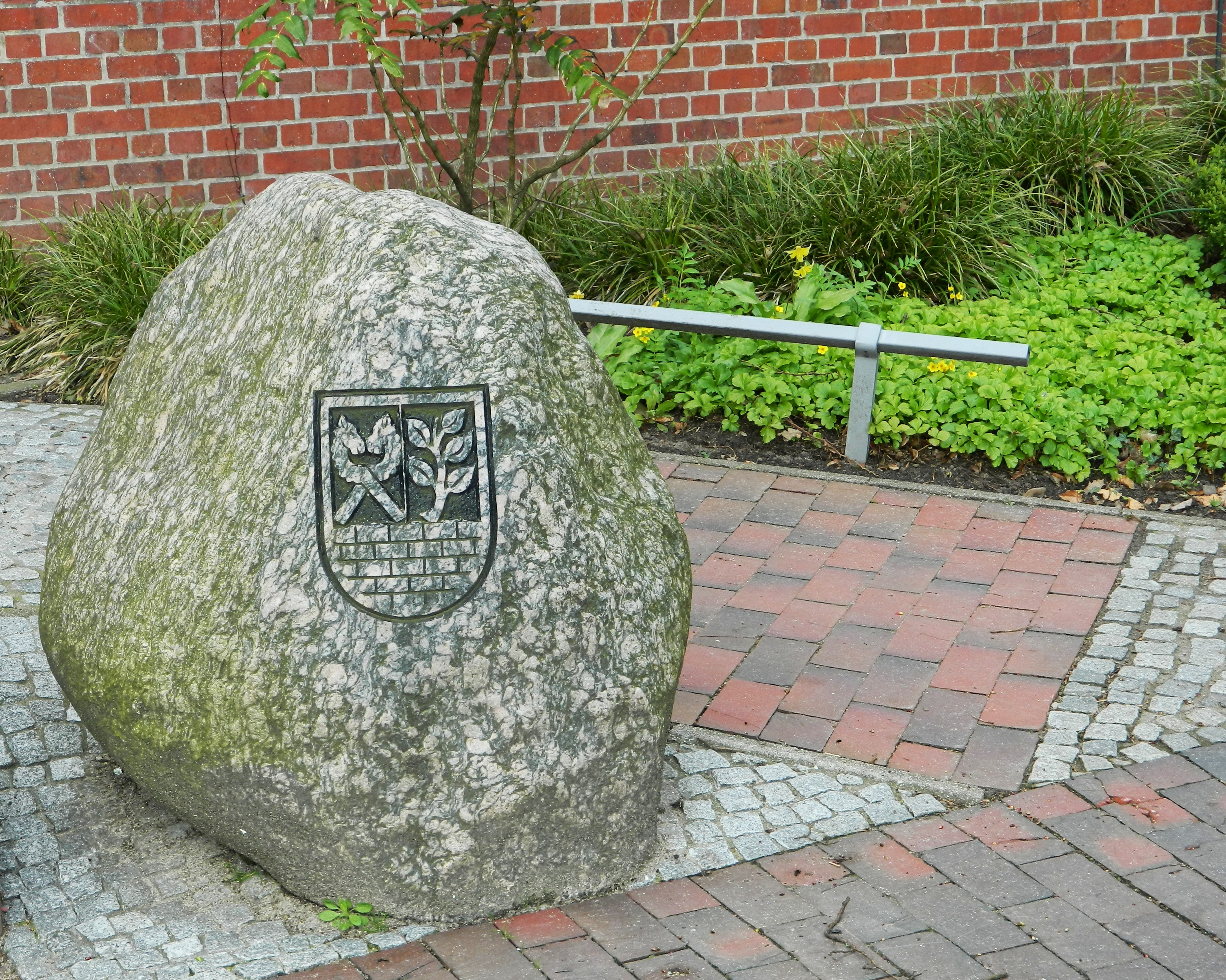
Wappenstein von Buchholz in der Nordheide
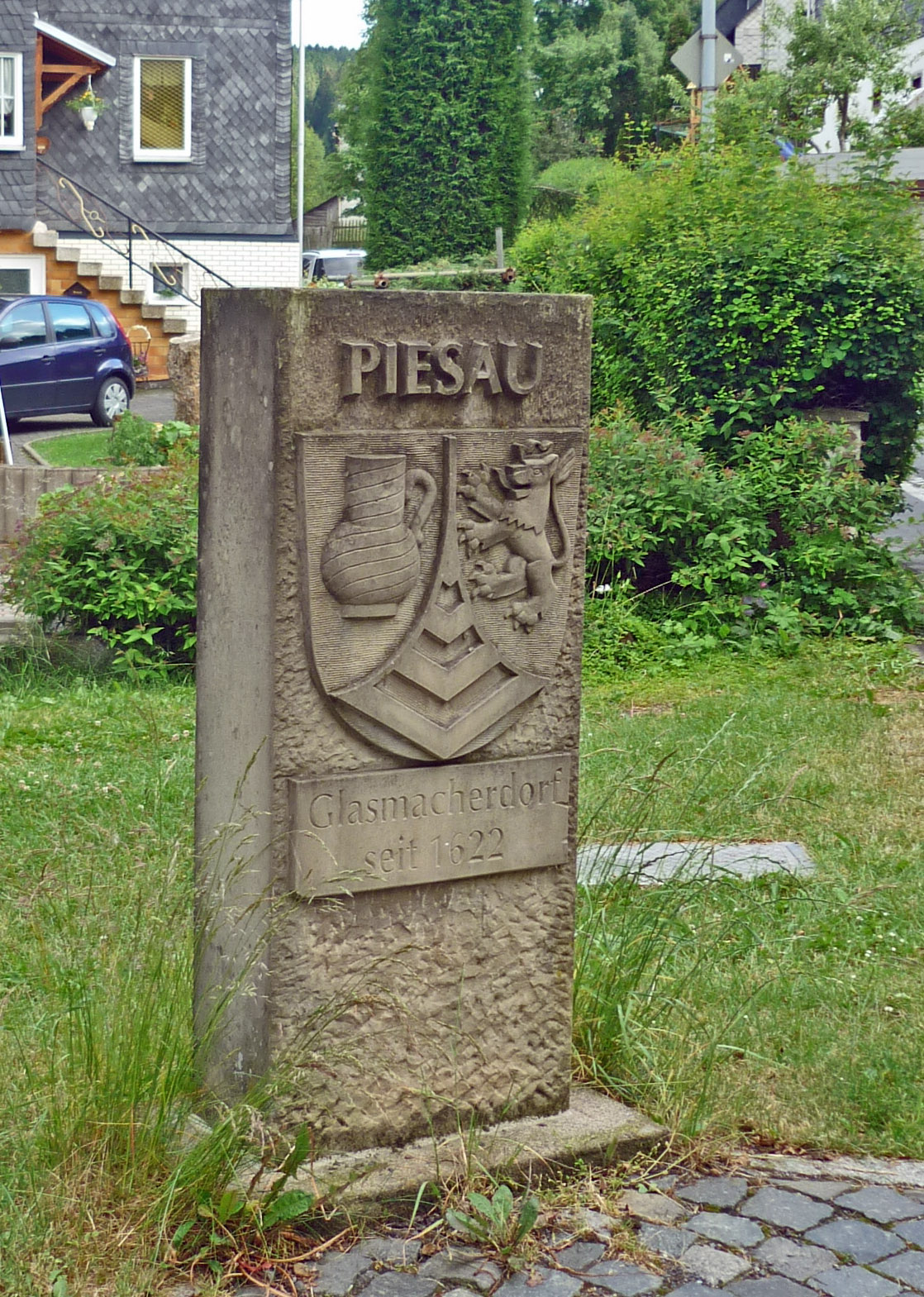
Wappenstein von Piesau

## Grenzstein mit Wappen
Zur Gruppe der Wappensteine gehören auch Grenzsteine, Grenzsäulen oder vergleichbare Flurdenkmale, auf denen ein oder mehrere Wappen oder wappenartige Motive angebracht sind (Grenzwappen).

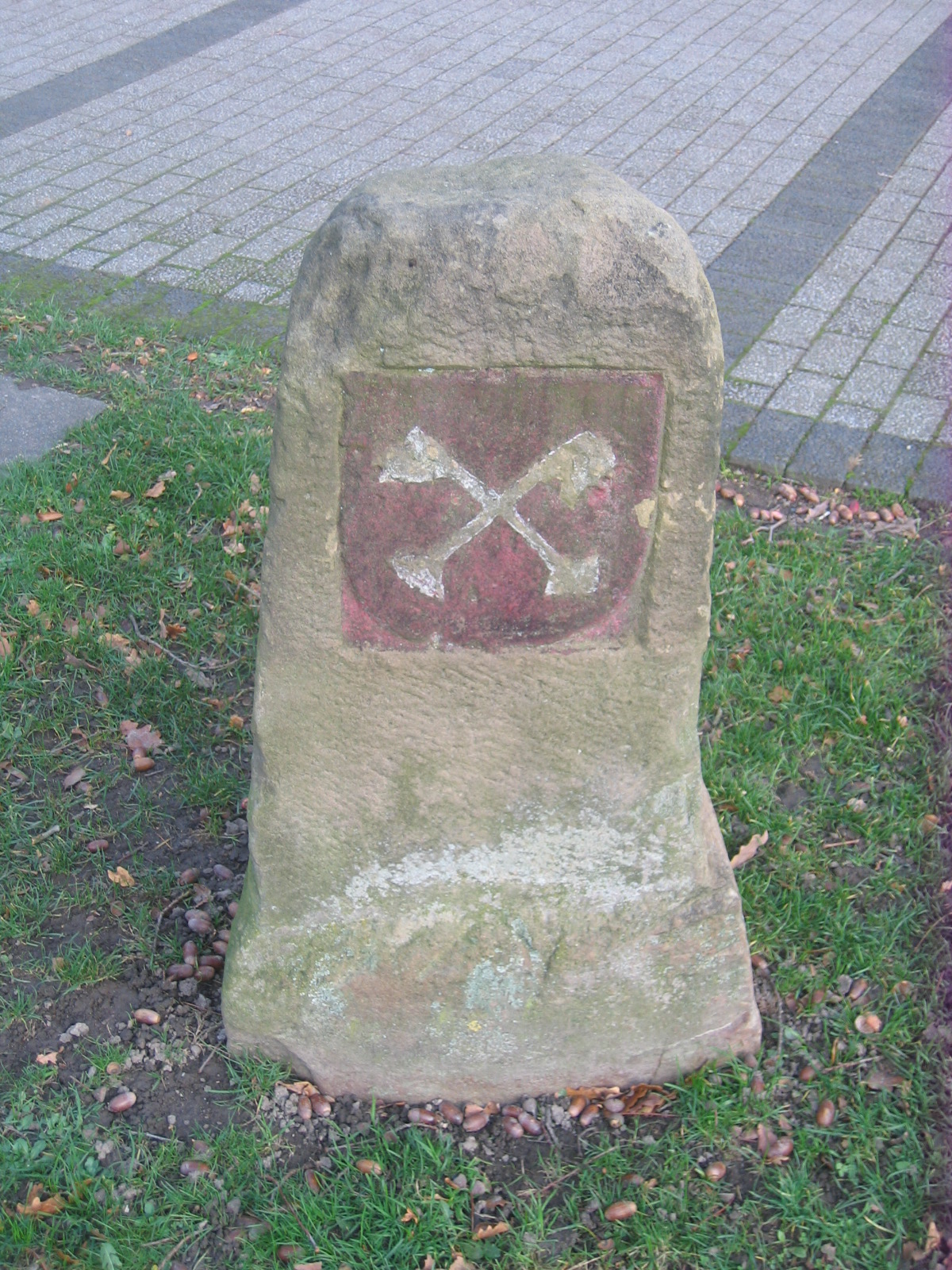
Grenzwappen von 1542 (zwischen der Grafschaft Ravensberg und dem Hochstift Minden)
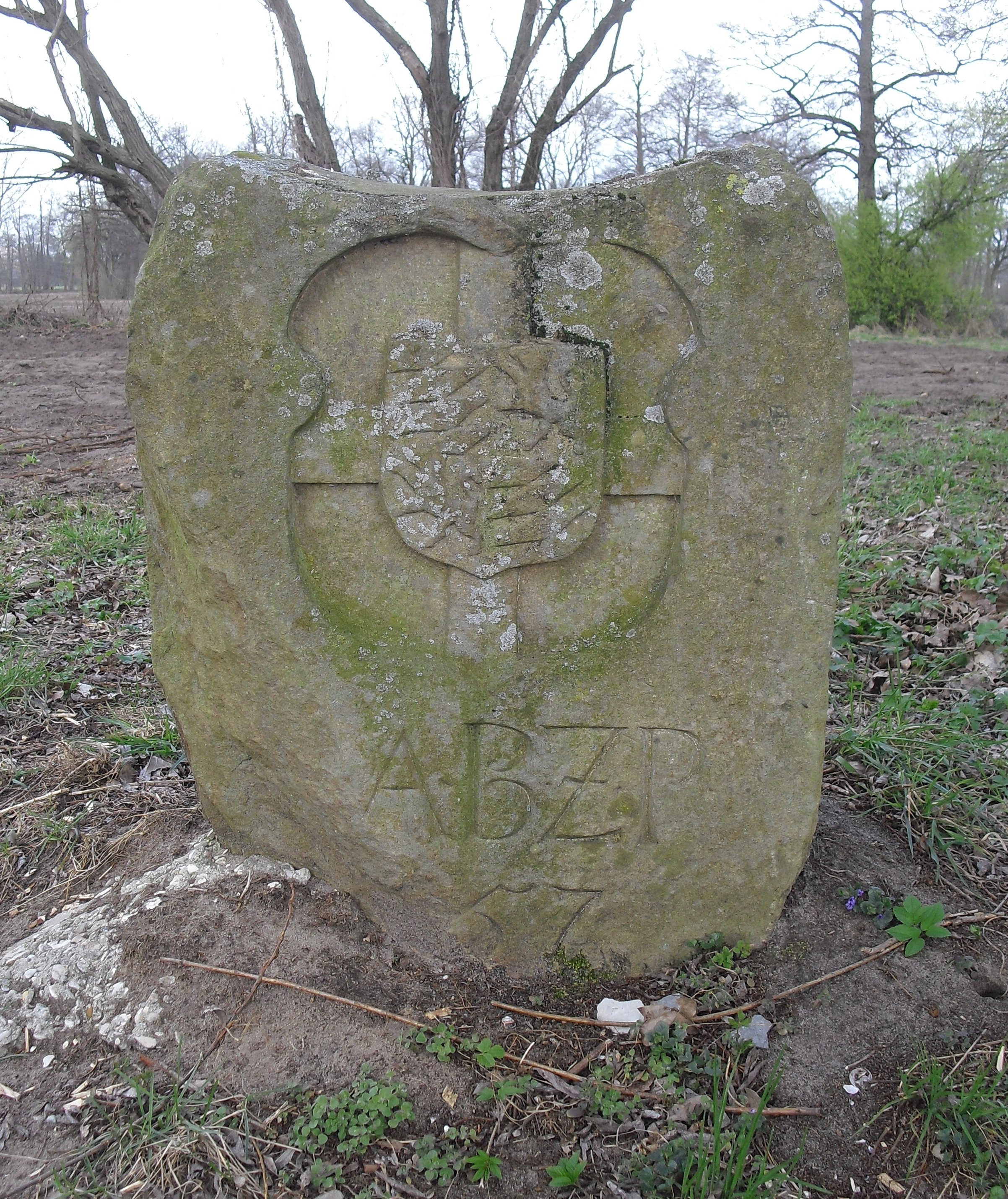
Grenzwappen auf dem Grenzstein zwischen der Grafschaft Rietberg und dem Hochstift Paderborn (1756)
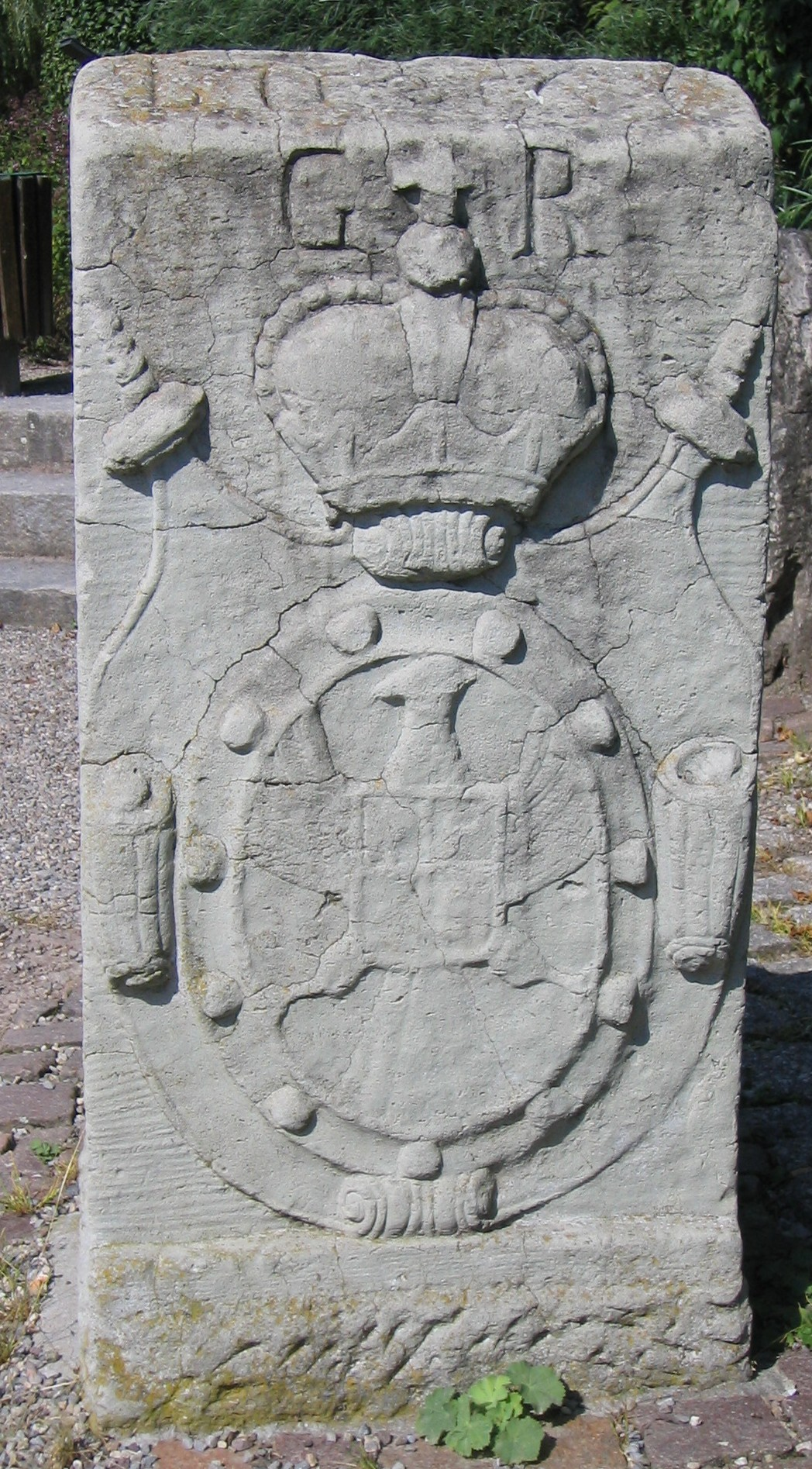
Grenzstein mit Wappen des Fürstenhauses Fürstenberg (1767)
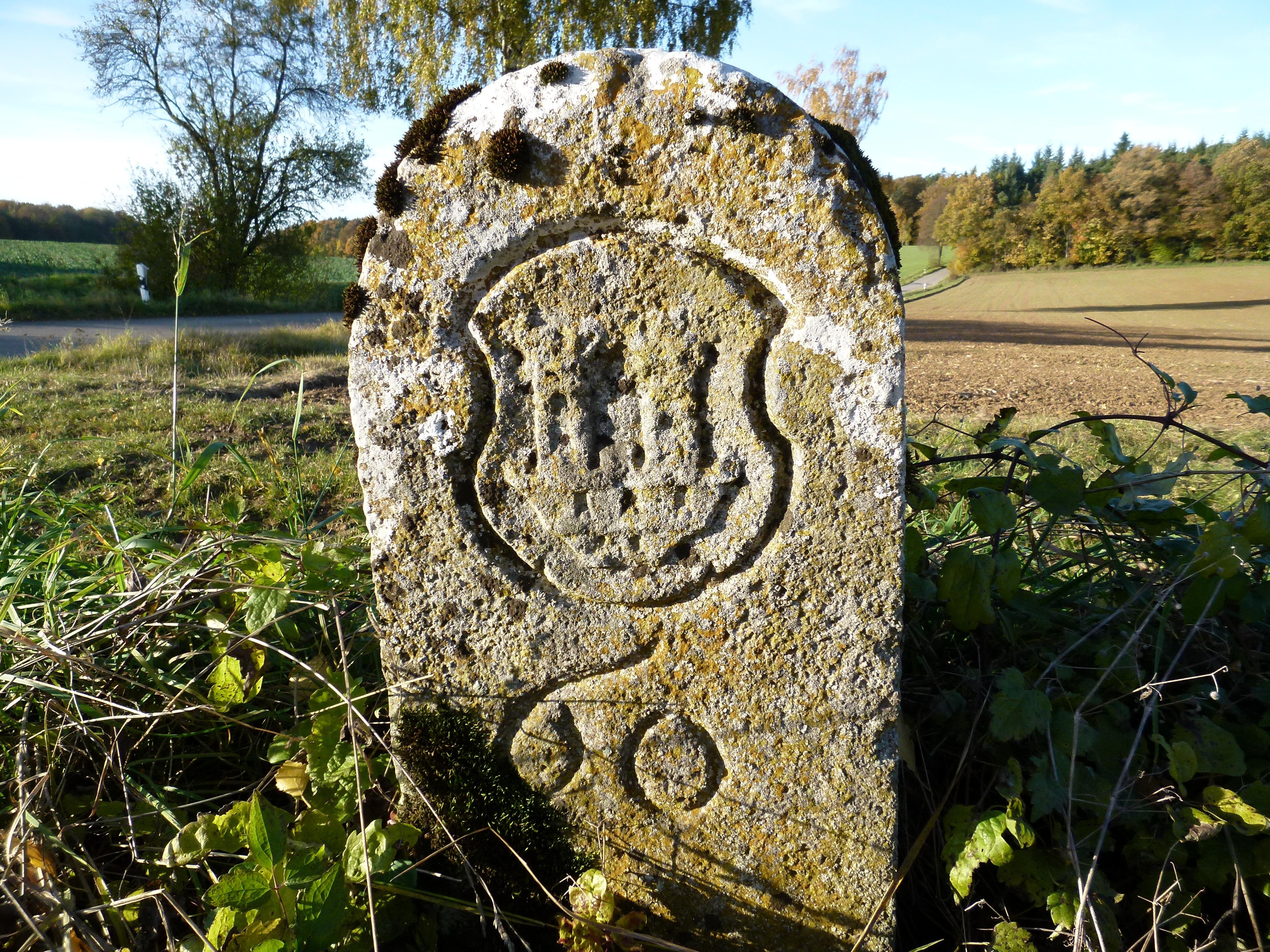
Grenzwappen (Landhege der Freien Reichsstadt Rothenburg ob der Tauber)

## Schmuckstein mit Wappen
Auch ein Schmuckstein, der mit einem Wappen verziert ist, wird gelegentlich als Wappenstein bezeichnet. Beispielsweise trägt in dem Gemälde des Dr. Johann Schering, welches von Lucas Cranach dem Älteren 1534 gemalt wurde, der Abgebildete einen Fingerring mit einem schwarzen „Wappenstein“, auf dem das Familienwappen der Scheirings zu sehen ist. Wenn bei Siegelringen mit Wappen geschnittene Lagenachate, Saphire, Onyxe oder ähnliche Schmucksteine als Siegelplatte dienen, werden diese zuweilen ebenfalls als „Wappensteine“ bezeichnet.

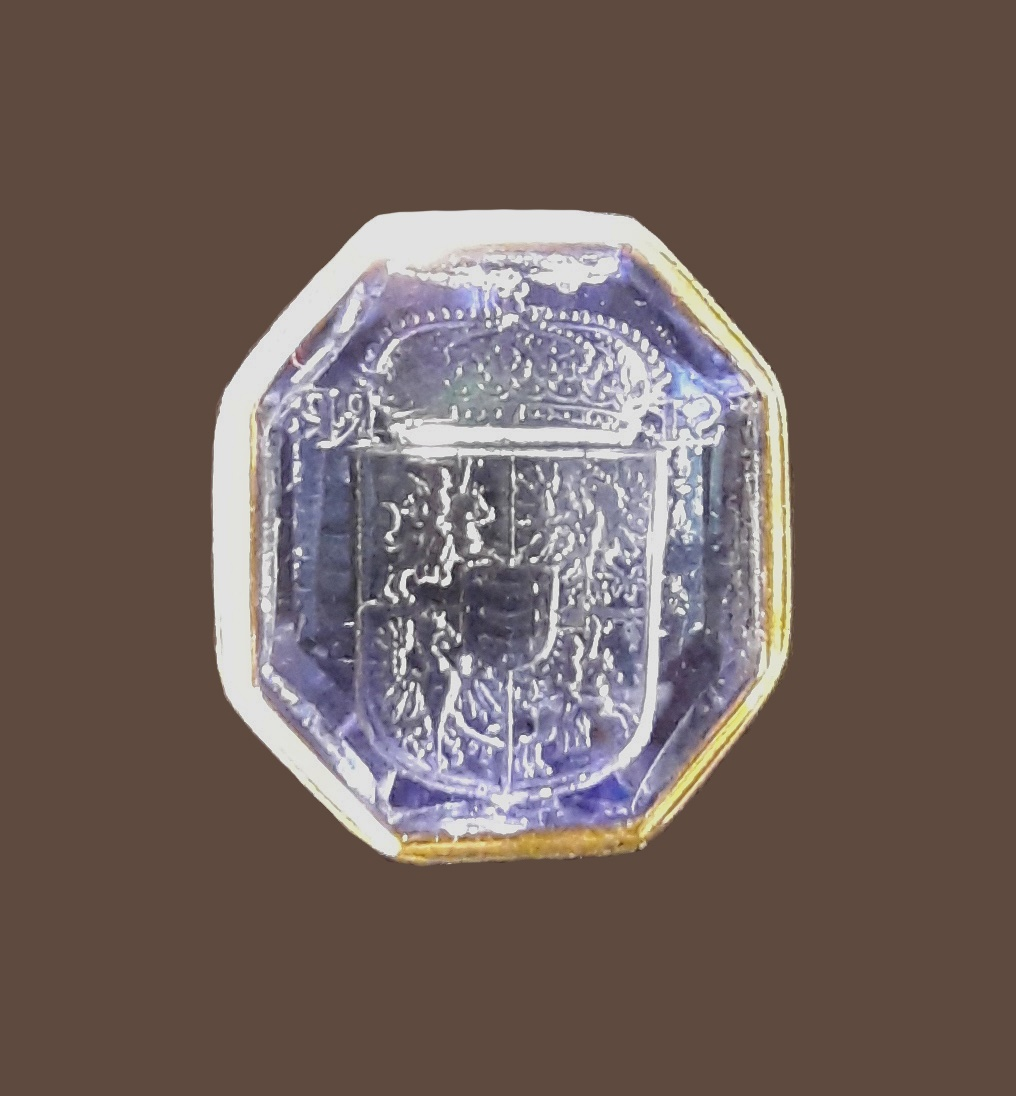
1576–1586: Siegelring mit Saphir-Wappenstein (Wappen von Stephen Báthory)
Etwa 1650: Siegelring mit Karneol-Wappenstein
17. Jhr.: Siegelring mit Saphir-Wappenstein
18. Jhr.: Siegelring mit Wappenstein
1827–1837: Siegelring mit Amyethyst-Wappenstein
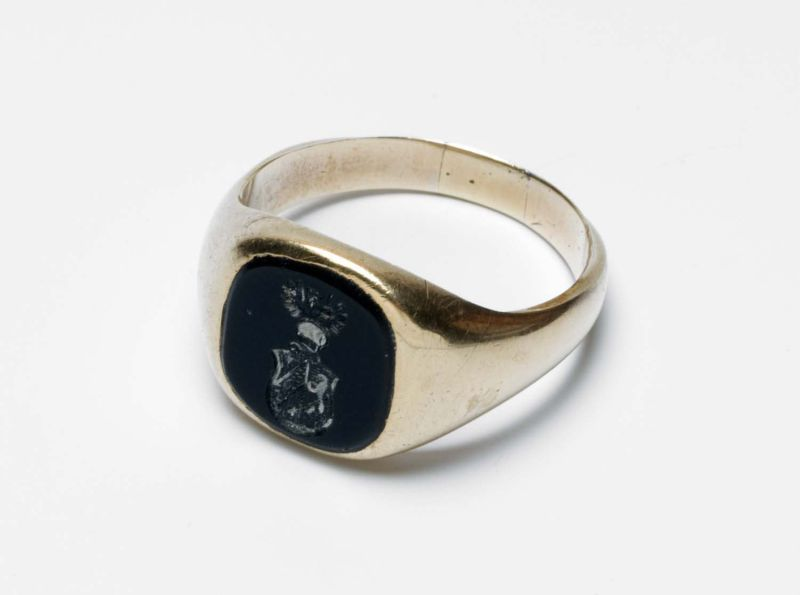
Vor 1943: Siegelring mit Onyx-Wappenstein (Ch. E. H. Sayers)
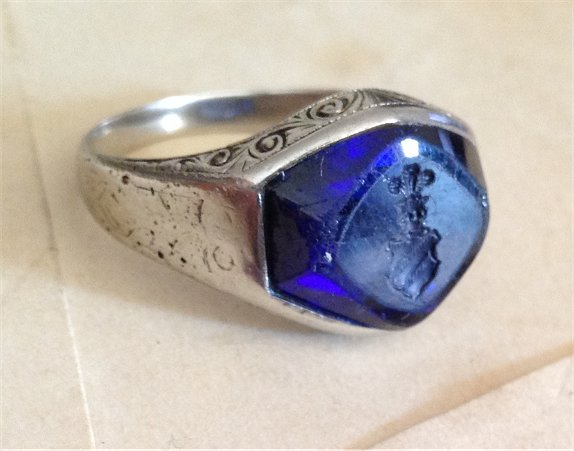
Siegelring mit natürlichem Saphir-Wappenstein (Jerzy Kossak)